# NGC 1468
NGC 1468 je galaksija u zviježđu Eridan.

## Vanjske poveznice
- SEDS: NGC 1468